# Bertolt Brechts Hauspostille
Bertolt Brechts Hauspostille ist eine Sammlung von Gedichten des deutschen Dichters und Dramatikers Bertolt Brecht.

## Entstehung
Brecht schrieb die Gedichte dieser Sammlung in der Zeit von 1916 bis 1925. Der Titel Hauspostille ist eine parodistische Anspielung auf Predigtsammlungen allgemein, insbesondere die gleichnamige Predigtsammlung von Martin Luther aus der Mitte des 16. Jahrhunderts. Die Sammlung wurde 1926 unter dem Titel Taschenpostille als Privatdruck in 25 Exemplaren beim Gustav Kiepenheuer Verlag erstmals publiziert. Ein bestehender Vertrag mit dem Verlag wurde letztlich storniert. 1927 erschien sie dann beim Propyläen-Verlag, für 14 Gedichte (von insgesamt 50) waren Noten beigefügt. Brecht hat die Auswahl mehrfach neu geordnet, zuletzt 1956.

## Inhalt
Das Werk ist in eine „Anleitung“, sechs Kapitel und einen Anhang untergliedert und enthält im Einzelnen:
- Anleitung zum Gebrauch…

Brecht gibt hier heiter-ironisch eine Inhaltsangabe des Werkes ([…] es empfiehlt sich, nicht zuviel davon auf einmal zu lesen)
- Erste Lektion: Bittgänge

Vom Brot und den Kindlein, Apfelböck oder die Lilie auf dem Feld, Von der Kindsmörderin Marie Farrar, Das Schiff, Gesang des Soldaten der Roten Armee (wurde in späteren Ausgaben auf Brechts Wunsch entfernt), Liturgie vom Hauch, Prototyp eines Bösen, Morgendliche Rede an den Baum Green, Vom Francois Villon, Bericht vom Zeck
- Zweite Lektion: Exerzitien

Vom Mitmensch, Orges Gesang, Über den Schnapsgenuß, Vorbildliche Bekehrung eines Branntweinhändlers, Historie vom verliebten Schwein Malchus, Von der Freundlichkeit der Welt, Ballade von den Selbsthelfern, Über die Anstrengung, Vom Klettern in Bäumen, Vom Schwimmen in Seen und Flüssen, Orges Antwort, als ihm ein geseifter Strick geschickt wurde, Ballade von den Geheimnissen jedweden Mannes, Lied am schwarzen Samstag in der elften Stunde der Nacht vor Ostern, Großer Dankchoral
- Dritte Lektion: Chroniken

Ballade von den Abenteurern, Ballade von vielen Schiffen, Vom Tod im Wald, Das Lied von der Eisenbahntruppe von Fort Donald, Ballade von des Cortez Leuten, Ballade von den Seeräubern, Lied der drei Soldaten, Ballade von der Hanna Cash, Erinnerung an die Marie A., Ballade vom Mazeppa, Ballade von der Freundschaft, Die Ballade von dem Soldaten
- Vierte Lektion: Psalmen und Mahagonnygesänge

Mahagonnygesang Nr.1, Mahagonnygesang Nr.2, Mahagonnygesang Nr.3, Alabama Song, Benares Song
- Fünfte Lektion: die kleinen Tagzeiten der Abgestorbenen

Choral vom Manne Baal, Von den verführten Mädchen, Vom ertrunkenen Mädchen, Ballade vom Liebestod, Legende vom toten Soldaten
- Schlusskapitel

Gegen Verführung
- Anhang: Vom armen B.B.

Vom schlechten Gebiß, von den Sündern in der Hölle, Vom armen B.B.
Im Notenanhang wurden Gesangsnoten für folgende 14 Stücke gegeben: Von Jakob Apfelböck, Gesang der [sic!] Soldaten der Roten Armee, Orges Gesang, Orges Antwort, Ballade von den Abenteurern, Ballade von den Seeräubern, Mahagonny-Lieder I, II, II, Alabama Song, Benares Song, Vom Manne Baal, Von den verführten Mädchen, Legende vom toten Soldaten. Sie enthielten teilweise Tonartangaben und Vortragsbezeichnungen (quasi recitativo, parlando, espressivo), aber keine Hinweise zu einer Instrumentalbegleitung.

## Rezeption
Die Aufnahme der Sammlung bei den Rezensenten war verhalten positiv. Brecht selbst notierte 1940 über die Hauspostille in sein Journal: 
Abends bekomme ich die Hauspostille wieder in die Hand. Hier erreicht die Literatur jenen Grad der Entmenschlichung, den Marx beim Proletariat sieht und zugleich die Ausweglosigkeit, die ihm Hoffnung einflößt. Der Großteil der Gedichte handelt von Untergang und die Poesie folgt der zugrundegehenden Gesellschaft auf den Grund. Die Schönheit etabliert sich auf Wracks, die Fetzen werden delikat. Das Erhabene wälzt sich im Staub, die Sinnlosigkeit wird als Befreierin begrüßt. Der Dichter solidarisiert nicht einmal mehr mit sich selbst. Risus mortis. Aber kraftlos ist das nicht.

### Textausgaben
- Bertolt Brecht: Bertolt Brechts Hauspostille, Suhrkamp, Frankfurt am Main 1999.

### Sekundärliteratur
- Hillesheim, Jürgen: Bertolt Brechts Hauspostille: Einführung und Analysen sämtlicher Gedichte. Königshausen & Neumann, Würzburg 2013.
- Romeo, Rita: Vom Tagebuch No. 10 zur Hauspostille. Musik beim frühen Brecht. In: Brecht-Heft 5-2016, S. 90–100.